# Гапсари
Гапсари (рос. Гапсары) — присілок у Всеволожському районі Ленінградської області Російської Федерації.
Населення становить 8 осіб. Належить до муніципального утворення Лесколовське сільське поселення.

## Історія
Від 1 серпня 1927 року належить до Ленінградської області.

## Населення
| 1838 | 1848 | 1862 | 1896 | 1905 | 1926 | 1939 |
| ---- | ---- | ---- | ---- | ---- | ---- | ---- |
| 35   | ↗41  | ↗79  | ↘33  | ↘14  | ↗31  | ↗60  |
| 1958 | 1997 | 2002 | 2007 | 2010 | 2013 | 2017 |
| ↗86  | ↘13  | ↗16  | ↘7   | ↗23  | ↘18  | ↘8   |